# ペーター・アルトマイヤー
ペーター・アルトマイヤー（ドイツ語: Peter Altmaier、1958年6月18日 - ）は、ドイツの政治家。
経済エネルギー大臣、環境・自然保護・原子力安全大臣、財務大臣、連邦首相府長官を歴任した。
ザールラント州のエンスドルフで炭鉱夫と看護師の息子として生まれる。ザールラント大学で法律を学ぶ。

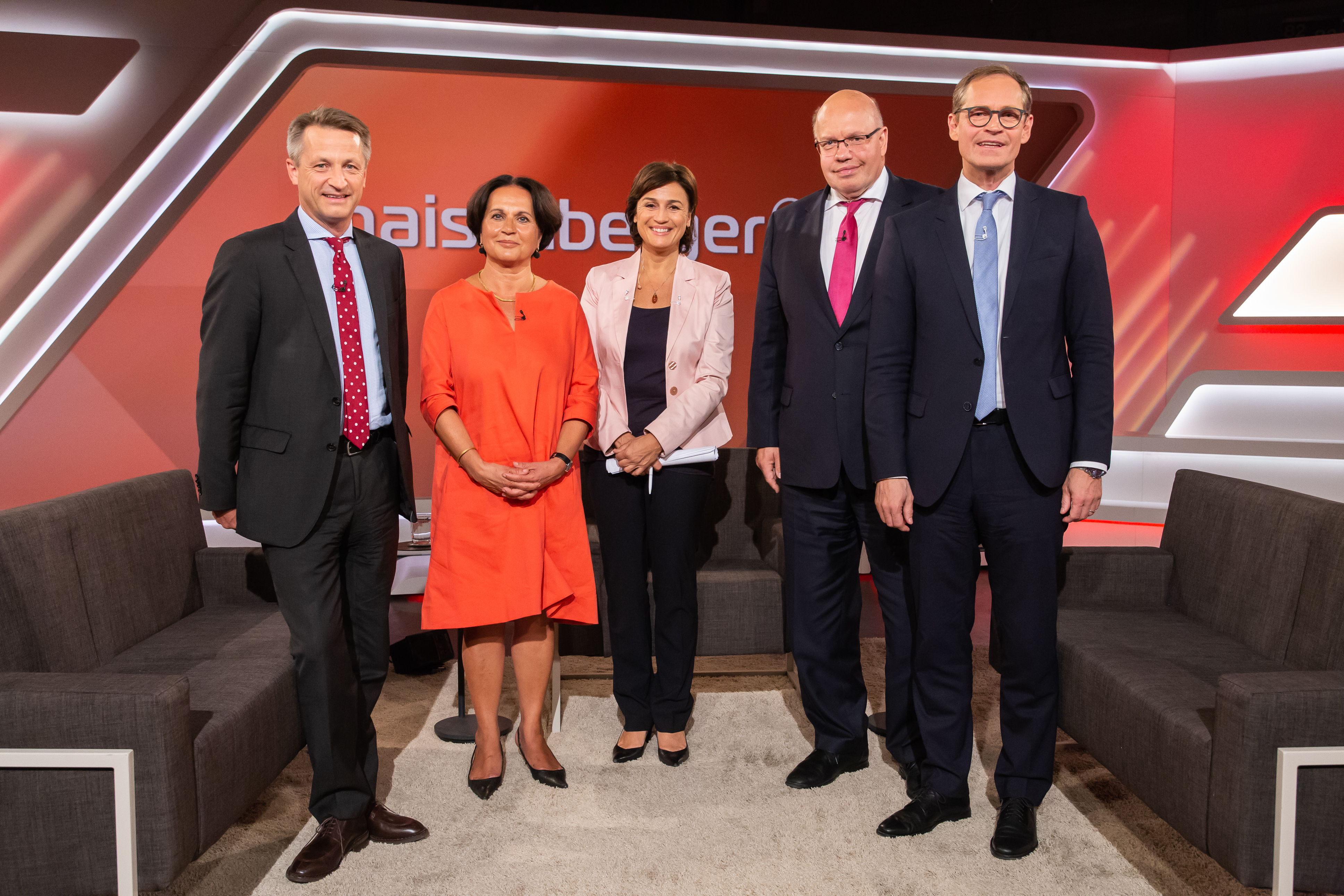
サンドラ・マイシュバーガーのトーク番組『maischberger』に出演（2018年7月5日）